# Kammat Lake
Kammat Lake är en sjö i Kanada.   Den ligger i provinsen British Columbia, i den sydvästra delen av landet, 3 600 km väster om huvudstaden Ottawa. Kammat Lake ligger 890 meter över havet.
I omgivningarna runt Kammat Lake växer i huvudsak barrskog. Runt Kammat Lake är det glesbefolkat, med 8 invånare per kvadratkilometer.